# Montviette
Montviette település Franciaországban, Calvados megyében. Lakosainak száma 208 fő (2018. január 1.). Montviette Heurtevent, Le Mesnil-Bacley, Saint-Georges-en-Auge, Sainte-Marguerite-de-Viette, Saint-Michel-de-Livet és L’Oudon községekkel határos.

## Népesség
A település népességének változása:
| Lakosok száma | 223  | 191  | 170  | 170  | 187  | 176  | 189  | 199  | 214  | 208  |
|               | 1968 | 1975 | 1982 | 1990 | 1999 | 2011 | 2013 | 2015 | 2017 | 2018 |